# Parnassia pusilla
Parnassia pusilla là một loài thực vật có hoa trong họ Dây gối. Loài này được Wall. ex Arn. mô tả khoa học đầu tiên năm 1837.